# (3915) Fukushima
(3915) Fukushima es un asteroide perteneciente al cinturón de asteroides, descubierto el 15 de agosto de 1988 por Masayuki Yanai y el astrónomo Kazuro Watanabe desde el Observatorio de Kitami, Hokkaidō, Japón.

## Designación y nombre
Designado provisionalmente como 1988 PA1. Fue nombrado Fukushima en honor al astrónomo japonés Hisao Fukushima.